# České údolí
České údolí je údolí řeky Radbuzy na jižním okraji města Plzně. Na západě je údolí ohraničeno hrází vodní nádrže České údolí, která byla vybudována v letech 1969–1973. Na východě tvoří hranici Tyršův most. Severní část údolí na levém břehu Radbuzy je rekreační oblastí se sportovišti a dětskými hřišti, na kterou navazuje za železniční tratí do Železné Rudy Borský park. Jižní část na pravém břehu řeky je na strmých svazích s ojedinělými skalními výchozy zalesněna a postupně přechází do chatové a zahrádkářské osady Výsluní, na kterou navazuje Luftova zahrada. Údolí překonává vysokým mostem silnice I/27, ve střední části je Slunečná lávka určená pro pěší. Údolím prochází žlutě značená turistická trasa č. 6624 z Borů do Starého Plzence.